# Ayu-mi-x 7 -version Acoustic Orchestra-
ayu-mi-x 7 -version Acoustic Orchestra- – dwudziesty pierwszy remiksowy album Ayumi Hamasaki, jedna z czterech wersji albumu ayu-mi-x 7. Album został wydany 20 kwietnia 2011 roku. Na płycie znajdują się akustyczne remixy utworów. Album znalazł się na 5. miejscu w rankingu Oricon. Sprzedano 18 687 kopii.

## Lista utworów
| #  | Tytuł                                         | Czas |
| -- | --------------------------------------------- | ---- |
| 1  | "WHATEVER" (Arranged by CMJK)                 | 5:21 |
| 2  | "HANABI" (Arranged by Shingo Kobayashi)       | 4:57 |
| 3  | "Moments (Arranged by Akimitsu Homma)         | 5:57 |
| 4  | "kanariya" (Arranged by Yuta Nakano)          | 4:25 |
| 5  | "HEAVEN" (Arranged by Akimitsu Homma)         | 4:24 |
| 6  | "NEVER EVER" (Arranged by Akimitsu Homma)     | 4:36 |
| 7  | "Trust" (Arranged by Akimitsu Homma)          | 5:10 |
| 8  | "AUDIENCE" (Arranged by Akimitsu Homma)       | 3:50 |
| 9  | "evolution (Arranged by Yuta Nakano)          | 4:38 |
| 10 | "BLUE BIRD (Arranged by Akimitsu Homma)       | 3:59 |
| 11 | "You were... (Arranged by CMJK)               | 5:00 |
| 12 | "forgiveness (Arranged by Shingo Kobayashi)   | 5:44 |
| 13 | "LOVE ~Destiny~ (Arranged by Nobuyuki Tsujii) | 5:57 |